# Mons-en-Pévèle
Mons-en-Pévèle é uma comuna francesa na região administrativa de Altos da França, no departamento do Norte. Estende-se por uma área de 12.37 km². Em 2010 a comuna tinha 2 163 habitantes (densidade: 174,9 hab./km²).